# Tupiza
Tupiza ist eine Mittelstadt im Departamento Potosí im südamerikanischen Andenstaat Bolivien.

## Lage im Nahraum
Tupiza ist die Hauptstadt der Provinz Sur Chichas und der zentrale Ort im Cantón Tupiza und im Municipio Tupiza. Die Stadt liegt auf einer Höhe von 2965 m im Tal des Río Tupiza, einem der Quellflüsse des Río Pilcomayo.

## Geographie
Tupiza liegt im südlichen Teil der kargen Hochebene des bolivianischen Altiplano. Das Klima ist wegen der Binnenlage kühl und trocken und durch ein typisches Tageszeitenklima gekennzeichnet, bei dem die Temperaturschwankungen zwischen Tag und Nacht in der Regel deutlich größer sind als die jahreszeitlichen Schwankungen.
Die Jahresdurchschnittstemperatur liegt bei 13 °C (siehe Klimadiagramm Tupiza) und schwankt nur unwesentlich zwischen 8 °C im Juni/Juli und 16 °C von Dezember bis Februar. Der Jahresniederschlag beträgt nur etwa 300 mm, mit einer stark ausgeprägten Trockenzeit von April bis Oktober mit Monatsniederschlägen unter 10 mm, und einer Feuchtezeit von Dezember bis Februar mit 60 bis 80 mm Monatsniederschlag.

## Verkehrsnetz
Tupiza liegt in einer Entfernung von 261 Straßenkilometern südlich von Potosí, Hauptstadt des Departamentos.
Von Tupiza aus in nördlicher Richtung führt die Nationalstraße Ruta 14 über Cotagaita und Vitichi nach Potosí.
Von Tupiza aus in südlicher Richtung führt die Ruta 14 über Yuruma zur 92 Kilometer entfernten Stadt Villazón an der Grenze zu Argentinien.
Von Tupiza aus in nordwestlicher Richtung führt die Ruta 21, die über Atocha in das 197 Kilometer entfernte Uyuni am gleichnamigen Salzsee Salar de Uyuni führt.
Außerdem ist Tupiza an das von der Empresa Ferroviaria Andina betriebene Schienennetz angeschlossen. So führen die Personenzüge zwischen Villazón und Oruro über Tupiza.

## Bevölkerung
Die Einwohnerzahl der Stadt hat sich in den vergangenen dreieinhalb Jahrzehnten auf das Doppelte erhöht, wobei der wesentliche Schwerpunkt der Zunahme in den 1980er Jahren gelegen hat:
| Jahr | Einwohner | Quelle       |
| ---- | --------- | ------------ |
| 1976 | 10.682    | Volkszählung |
| 1992 | 20.137    | Volkszählung |
| 2001 | 21.707    | Volkszählung |
| 2012 | 27.302    | Volkszählung |
| 2024 |           | Volkszählung |

Die Region weist einen hohen Anteil an Quechua-Bevölkerung auf, im Municipio Tupiza sprechen 49,7 Prozent der Bevölkerung Quechua.

## Wirtschaft
Die Wirtschaft der Region basiert auf dem Tourismus sowie auf dem Bergbau.
Tupiza liegt landschaftlich äußerst reizvoll inmitten vielfarbiger Berge (oft flossenartig strukturierte, rotfarbige Felssäulen in engen Canyons), weshalb sie den Beinamen La Joya Bella de Bolivia („das schöne Schmuckstück Boliviens“) trägt. Außerdem führt die Große Inkastraße Qhapaq Ñan an Tupiza vorbei. Aufgrund der schlechten Erreichbarkeit ist der Tourismus in der Stadt trotz seiner wachsenden Bedeutung noch wenig entwickelt.
Die Stadt wird immer wieder von US-Amerikanern besucht, da sich in dieser Stadt die berühmten US-Outlaws Butch Cassidy und Sundance Kid eine beträchtliche Zeit lang aufhielten und im Jahr 1908 nach einem Raub im nahe gelegenen San Vicente vom bolivianischen Militär gestellt und bei der Festnahme erschossen wurden.

## Söhne und Töchter
- Mario Luis Durán Berríos (* 1964), römisch-katholischer Geistlicher, Weihbischof in La Paz
- Víctor Ugarte (1926–1995), Fußballspieler